# Dissenter
Dissenter (av latinets dissentire, vara av olika mening) är en benämning på den, som inte tillhör den etablerade kyrkan som på ett stödjande sätt särbehandlas  av staten, eller historiskt har fått en sådan särbehandling. Dissenter har använts i svensk lagstiftning på vägen mot full religionsfrihet. I svensk kontext används frikyrkliga ofta som motsvarande benämning. I forskning benämns dessa kristna för dissenterprotestanter.
I England är dissenter detsamma som icke-episkopaler, i Skottland icke-presbyterianer (den historiskt riktigaste benämningen på engelska dissenters är icke-konformister).
Dissenternas ställning till en etablerade kyrkan kan vara bestämd genom så kallade dissenterlagar. I Sverige finns alltjämt skild lagstiftning för Svenska kyrkan och övriga trossamfund. I England efter restaurationen talar man om indulgensförklaringar. Dessa ersattes 1689 av toleransakten.